# C/1810 Q1
Komet Pons ali C/1810 Q1 je komet, ki ga je odkril francoski astronom Jean-Louis Pons 23. avgusta 1810 v Marseillu, Francija.

## Značilnosti
Komet je imel parabolično tirnico. Soncu se je najbolj približal 6. oktobra 1810, ko je bil na razdalji približbo 0,97 a.e. od Sonca.